# Stańkawa
Stańkawa (biał. Станькава; ros. Станьково, Stańkowo, hist. Stańków) – wieś na Białorusi, w obwodzie mińskim, w rejonie dzierżyńskim.
Miasto magnackie Stańków lokowane przed 1588 rokiem, własność Krzysztofa Radziwiłła, położone było w powiecie mińskim województwa mińskiego. 

## Pałac Czapskich w Stańkowie

### Historia
Majątek w Stańkowie należał od XVI wieku do rodów Radziwiłłów. Poprzez wiano Weroniki Radziwiłłówny (córki wojewody Michała „Rybeńko” Radziwiłła) majątek w 1772 roku przeszedł w ręce wojewody chełmińskiego Franciszka Czapskiego, jednak w początkowym okresie Czapscy w nim nie zamieszkiwali, gdyż pozostawał w zastawie u skarbnika mińskiego, a od 1799 roku w zastawie Szwykowskich. W rękach rodziny Czapskich majątek w Stańkowie pozostawał do traktatu ryskiego w 1921 roku, po którym pozostał po stronie ZSRR. Do 1836 roku właścicielem majątku był Karol Józef Czapski. Jego syn Emeryk Hutten-Czapski był znanym kolekcjonerem, numizmatykiem i bibliofilem, który w latach 1861–1862 zbudował w Stańkowie murowany pałac będący centrum starannie zaplanowanego założenia rezydencjalnego. Budową kierowała Emerykowa Czapska. Pałac zbudowano na miejscu starego, parterowego dworu z przełomu XVII i XVIII wieku i był on uważany za jeden z piękniejszych na Mińszczyźnie. Emeryk Czapski umieścił tu swoją ogromną kolekcję: liczącą 20 000 woluminów bibliotekę, galerię obrazów i zbiór numizmatyczny. Kolekcja była powszechnie uważana za skarb narodowy. Część zbiorów była przechowywana w tak zwanym Skarbczyku na terenie rezydencji. Przy pałacu znajdowała się murowana kaplica dworska (parafii w Kojdanowie). Na przełomie lat 1894–95, tuż przed śmiercią, Emeryk Hutten-Czapski przeniósł najcenniejsze zbiory kolekcji do Krakowa, a w roku 1903 żona, Elżbieta z Meiendorffów, i synowie Karol Hutten-Czapski oraz Jerzy Hutten-Czapski przekazali kolekcję wraz z budynkiem mieszczącym zbiory jako dar dla miasta Krakowa pod nazwą „Muzeum imienia hrabiego Emeryka Czapskiego”. Obecnie wchodzi w skład Muzeum Narodowego w Krakowie. Po śmierci Emeryka majątek w Stańkowie podzielono między dwóch synów na klucz stańkowski (otrzymał go starszy Karol) i klucz przyłucki. Karol Czapski założył w Stańkowie bezpłatny szpital chorób zakaźnych dla ludności swych majątków. 
Po traktacie ryskim Stańków znalazł się na obszarze ZSRR. Od 1921 roku w pałacu w Stańkowie mieściła się szkoła. W latach 30. XX wieku na terenie rezydencji kręcono radziecki film o Puszkinie. W 1932 roku w Stańkowie uruchomiono polską szkołę pedagogiczną. Pałac został zniszczony podczas II wojny światowej, a na jego miejscu wzniesiono nowy budynek szkoły, która obecnie jest użytkownikiem całego zespołu.

### Architektura zespołu
- Neogotycka ostrołukowa brama wjazdowa z kordegardą, zwieńczona schodkowym szczytem, zbudowana w końcu XIX wieku.
- Skarbczyk, w którym mieściła się część biblioteki Czapskich, to budowla być może jeszcze XVIII-wieczna (lub nawet starsza), która w drugiej połowie XIX wieku otrzymała wystrój neogotycki. Obiekt zaprojektował w 1896 Tadeusz Stryjeński, a nad wejściem do pawilonu umieszczono łaciński napis w tłumaczeniu polskim brzmiący następująco „Pamiątkom ocalonym z burzy dziejowej”. Do pawilonu muzealnego wiodła osobna brama w ogrodzeniu i osobne wejście. Sale ekspozycyjne, których właściwe oświetlenie zapewniały duże okna, posiadały odpowiednie muzealne wyposażenie w postaci oszklonych gablot i szaf, gdzie m.in. wystawiano zbiory porcelany i szkła artystycznego. Dwukondygnacyjny skarbczyk został wzniesiony na planie czworoboku z czterema cylindrycznymi narożnymi basztami zwieńczonymi krenelażem i niewielkimi wieżyczkami o śpiczastych dachach.
- Oficyna, pełniąca rolę kuchni, łącząca się niegdyś z pałacem za pomocą przejścia podziemnego, została zbudowana w latach 80-XIX wieku. Jest to budynek parterowy, wzniesiony na planie prostokąta, z narożnikami i podmurówką ozdobionymi boniowaniem.
- Neogotycki dom mieszkalny dla pracowników folwarcznych został zbudowany około 1900 roku na planie litery „L”. Składa się z krótkiego dwukondygnacyjnego korpusu, którego szczyty zwieńczone są schodkowymi szczytami oraz wydłużonego korpusu parterowego. Zachowało się także kilka budynków gospodarczych.
- Park krajobrazowy założony w drugiej połowie XIX wieku o powierzchni 15 ha, z trzech stron otoczony murem. W południowej części parku znajduje się duży staw z dwiema wyspami, na jednej z nich zachowała się okrągła altanka z dachem (niegdyś słomianym) wspartym na ośmiu kolumnach.
- Ruiny cerkwi pod wezwaniem św. Mikołaja z 1858 roku zbudowanej przez Emeryka Czapskiego.
- Cerkiew pw. św. Mikołaja Cudotwórcy.

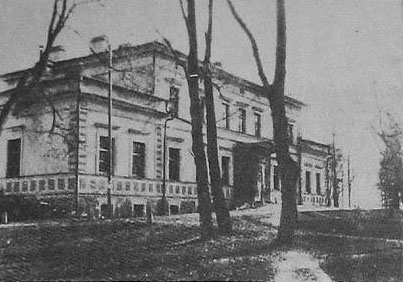
Pałac, 1917
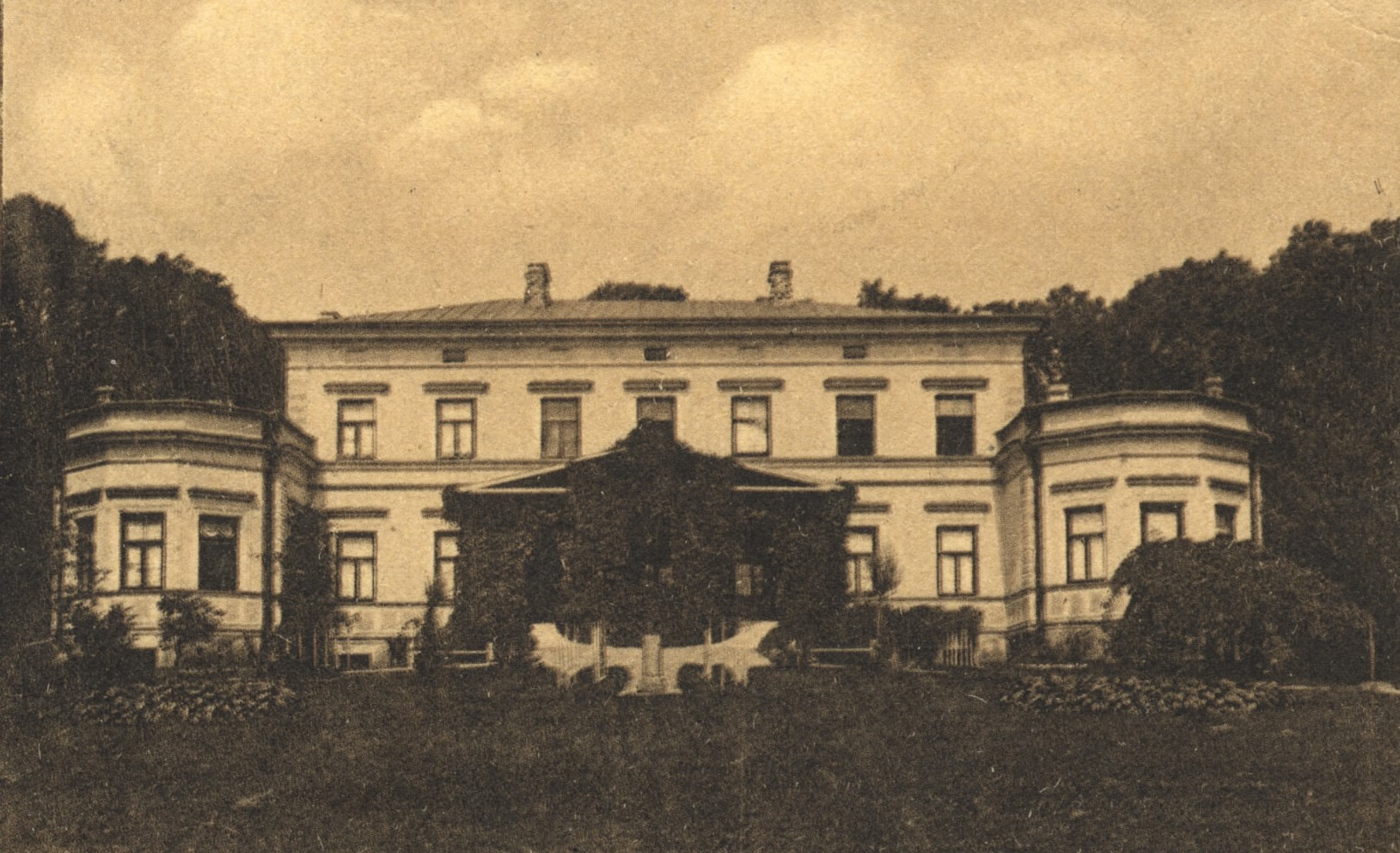
Pałac od strony parku
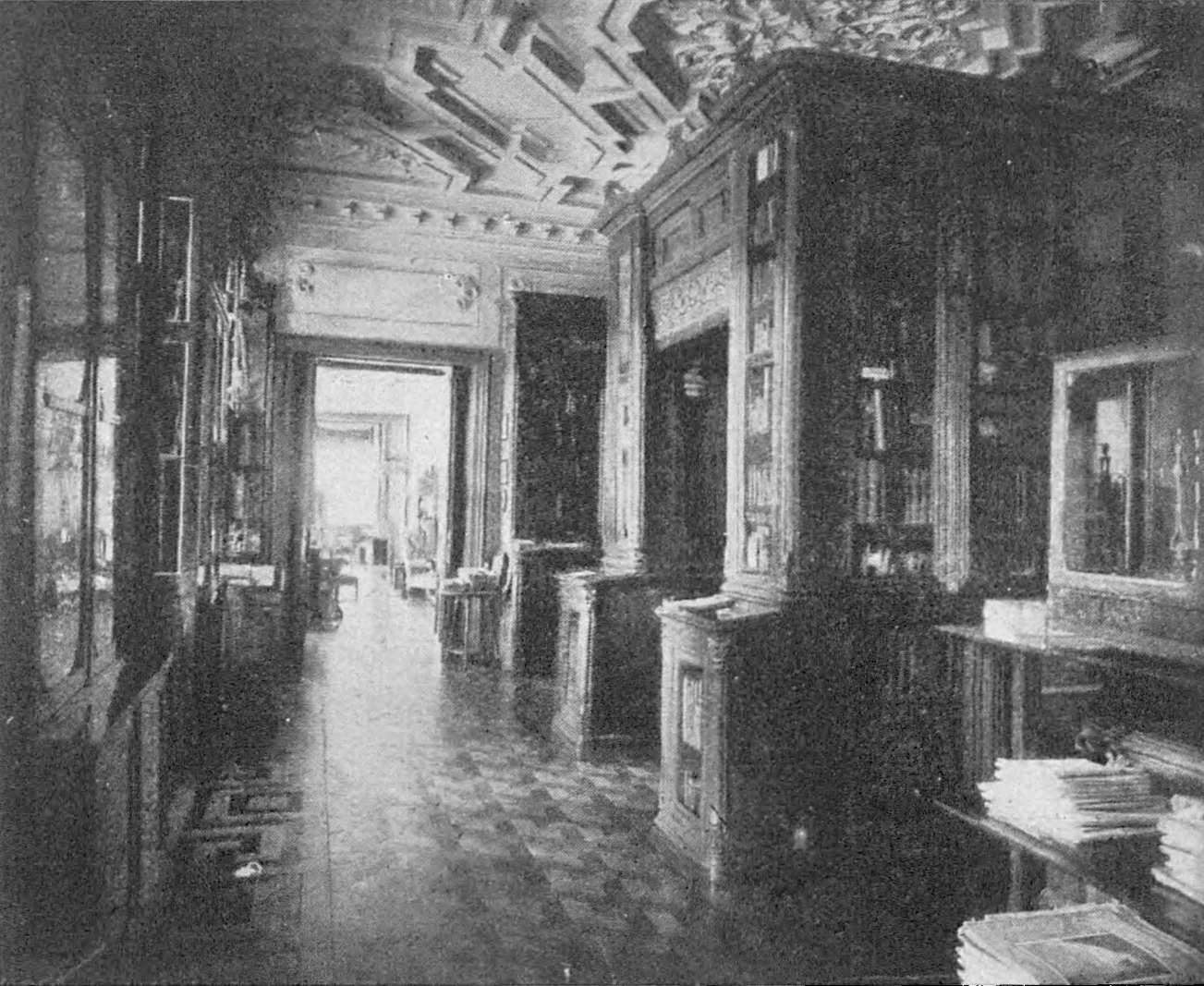
Biblioteka w pałacu
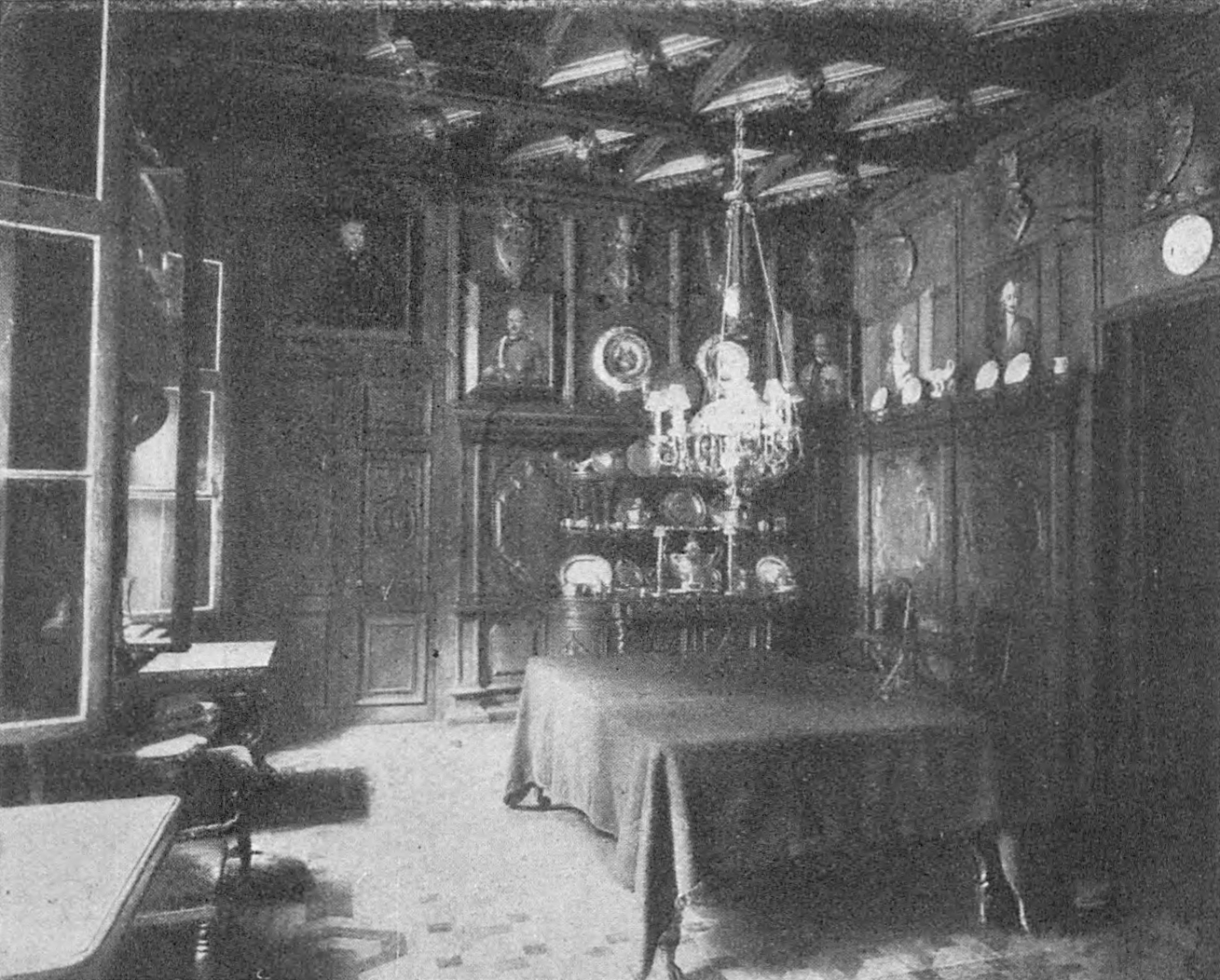
Jadalnia w pałacu
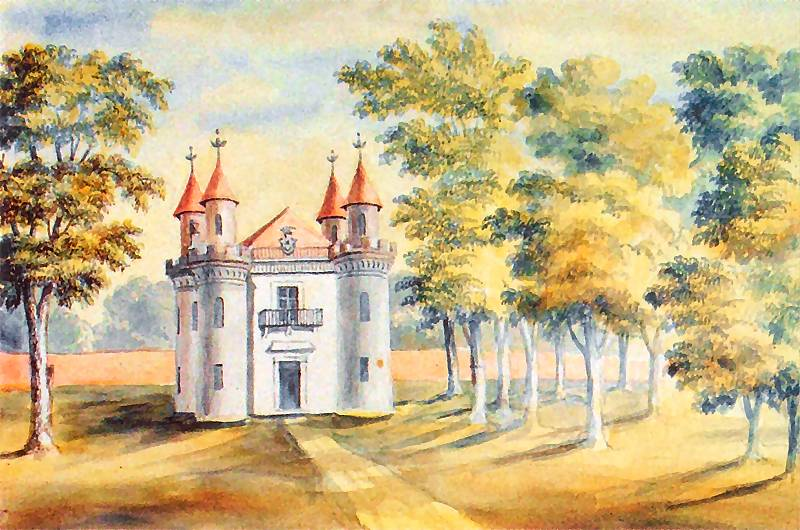
Skarbiec wg Napoleona Ordy
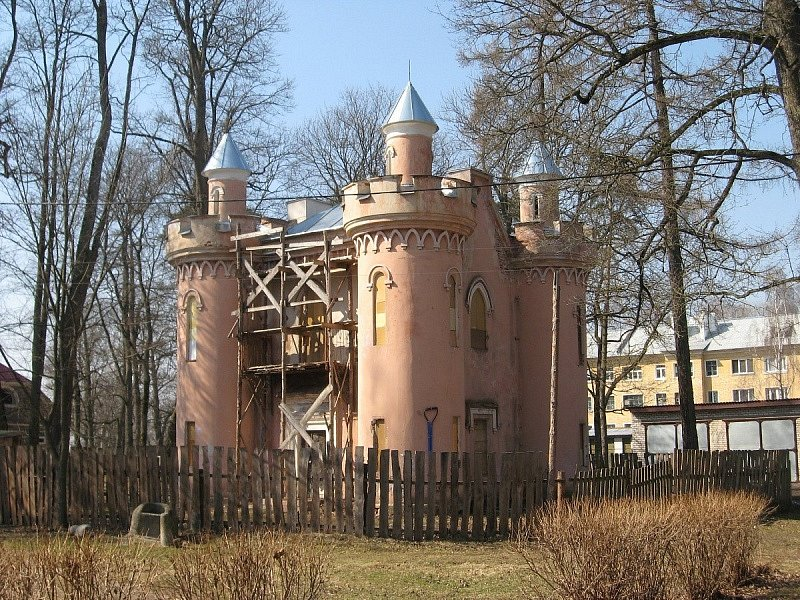
Skarbiec
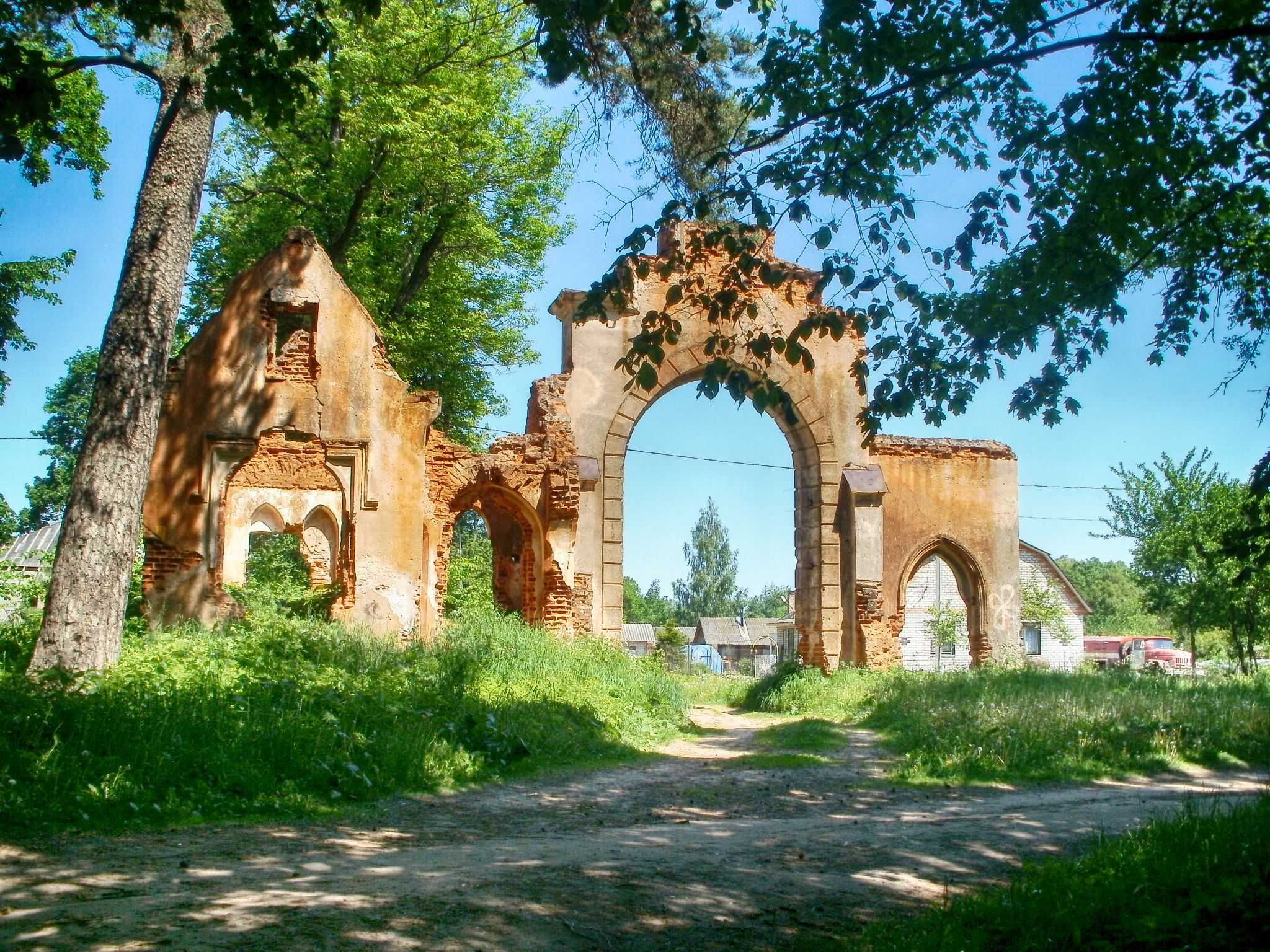
Brama
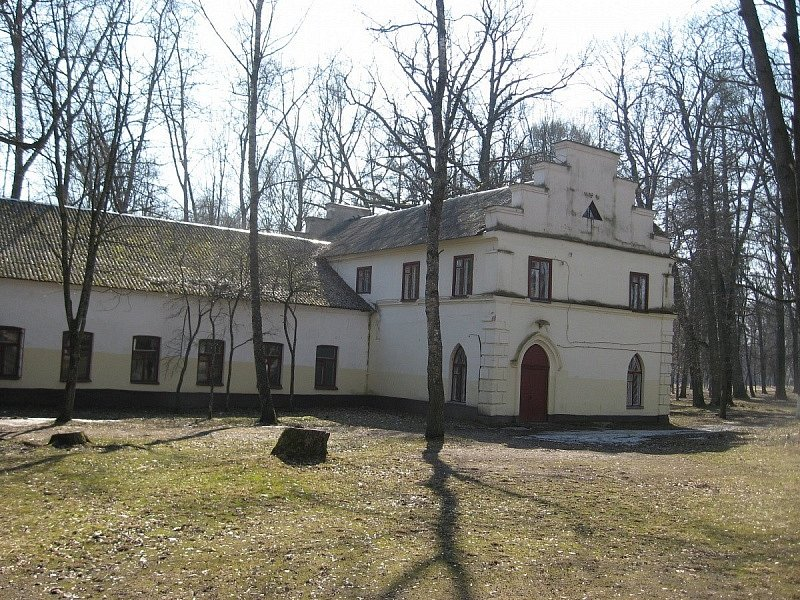
Dom
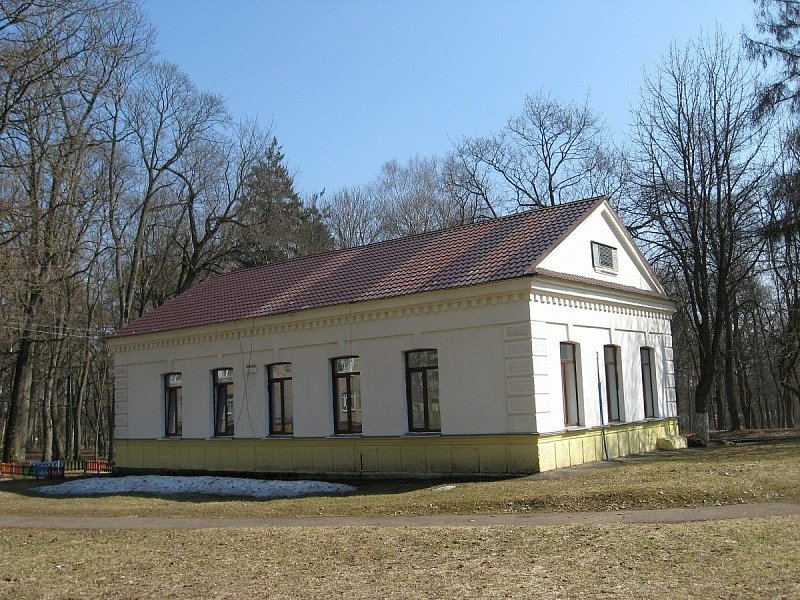
Oficyna
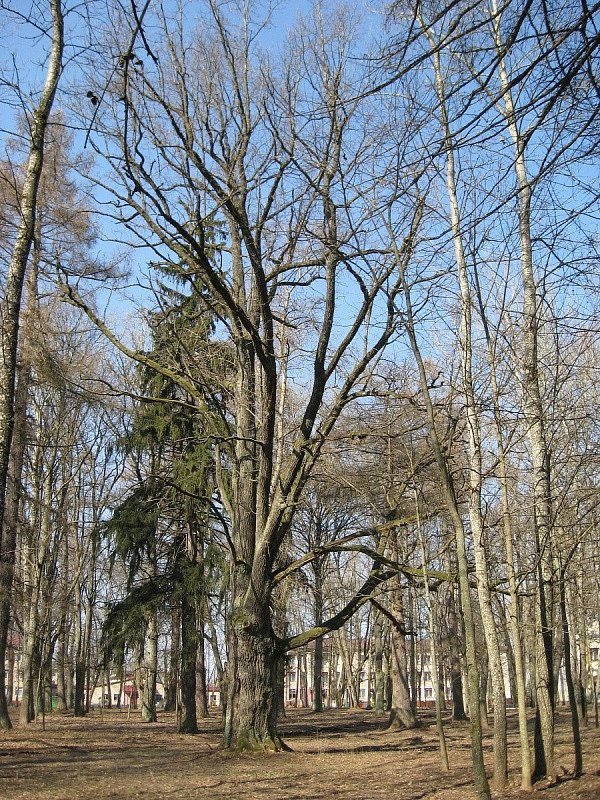
500-letni dąb
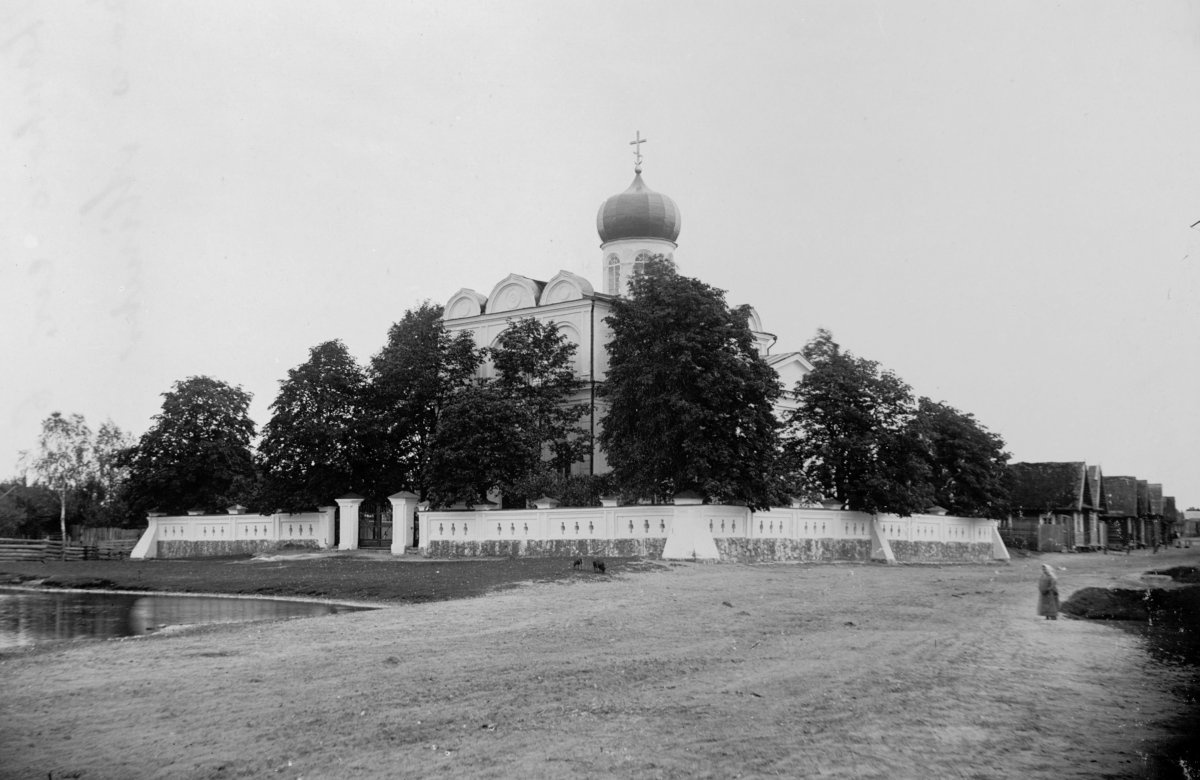
Cerkiew, 1900
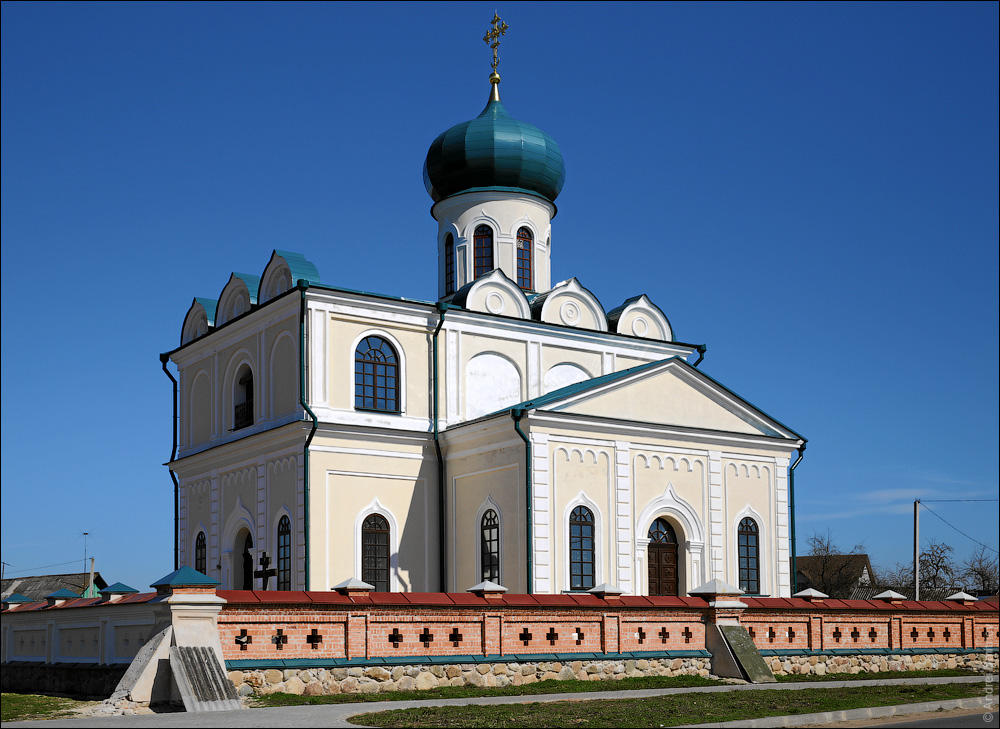
Cerkiew